# Helicopsyche theodoce
Helicopsyche theodoce är en nattsländeart som beskrevs av Schmid 1993. Helicopsyche theodoce ingår i släktet Helicopsyche och familjen Helicopsychidae. Inga underarter finns listade i Catalogue of Life.